# Río Cocóspera

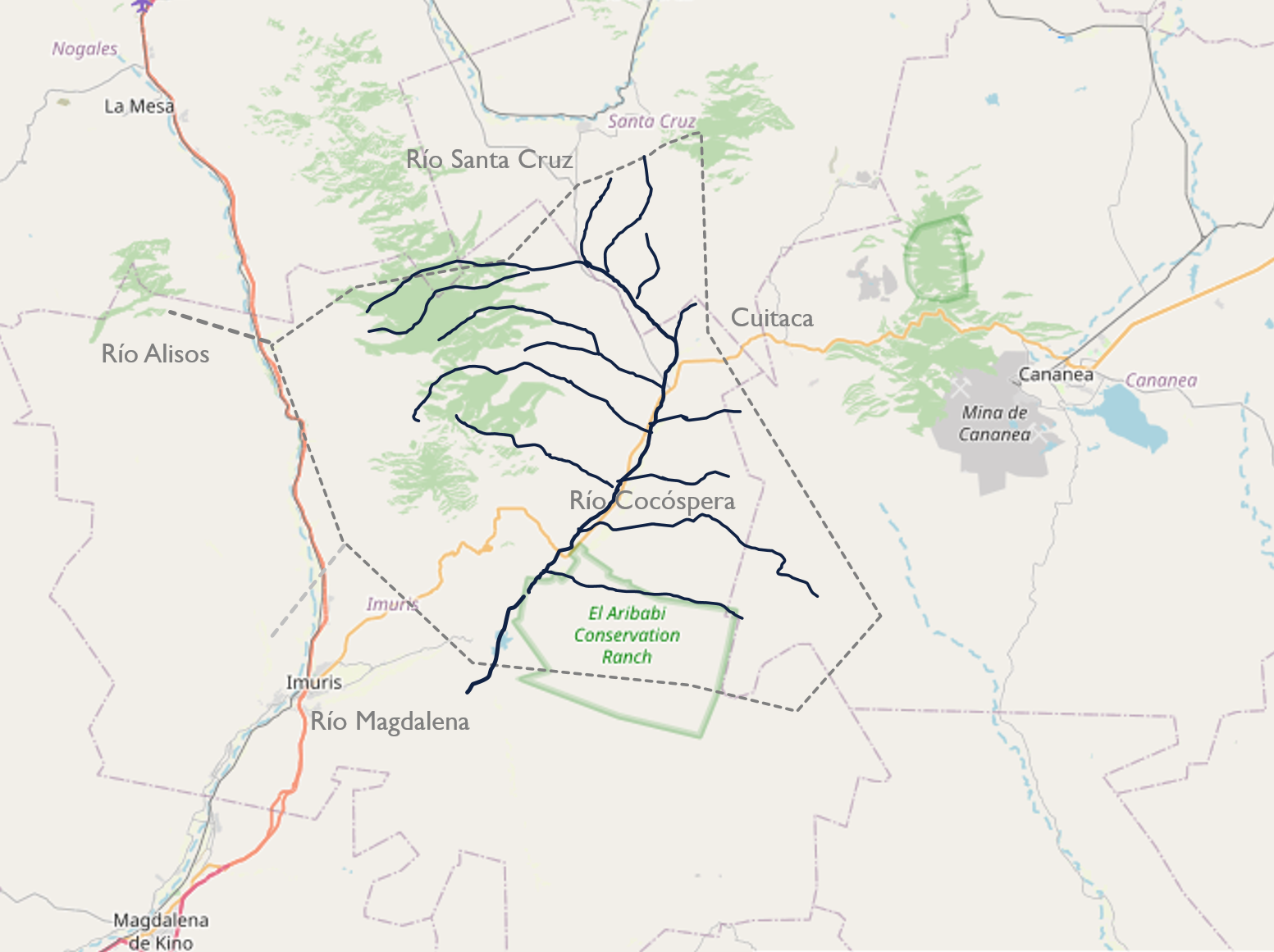

Río Cocóspera, es un río principalmente subterráneo, parte del acuífero Cocóspera (con clave 2614 de Conagua-SIGMAS) y de la “cuenca noroeste”, al norte de Sonora, México, en un polígono delimitado al norte con el acuífero Río Santa Cruz, al este con el acuífero Cuitaca, al sureste con el acuífero Río Bacanuchi, al suroeste con el acuífero del Río Magdalena y al oeste con el acuífero Río Alisos, todos ellos en el estado de Sonora, entre las coordenadas geográficas 30°44′ y 31°7′ de latitud norte y 110°30′ y 110°46′ de longitud oeste, tomando parte de los municipios de Ímuris, Santa Cruz, Cananea y Nogales, para una superficie de 650 km². 
Inicia con el nombre de "El Carrizo" que fluye al sur hasta el arroyo Cocóspera por unos 15 km de largo, para luego fluir al suroeste, hasta llegar a la presa el Comaquito. Antes de la construcción de esta presa, el río continuaba para confluir con el Río Magdalena, en las inmediaciones de Ímuris a una altitud de 840 m. 
El nombre es tomado de la Misión de Nuestra Señora del Pilar y Santiago de Cocóspera, fundada por Eusebio Francisco Kino, en 1689, y donde hubo una pequeña ranchería de indios pimas altos, y en 2025, solo hay restos del templo en reconstrucción. 
Como todos los acuíferos, aporta biodiversidad y ecoturismo a la región. Se encuentra en una zona de transición que lo convierte en un hábitat para diversas especies, incluyendo jaguares, osos negros, salamandras y perritos de la pradera y ocelotes. 

## Amenazas
En 2010, el acuífero contaba con tres decretos de veda.
La cuenca ha sido amenazada por la construcción de un libramiento ferrocarrilero, pero gracias a la intervención de ambientalistas y dueños de ranchos de la zona, han logrado evitar algunas de estas amenazas. 